# Казімеж Орлось
Казімеж Генрик Орлось, псевдонім «Мацей Йордан» (пол. Kazimierz Henryk Orłoś, нар. 26 грудня 1935 року у Варшаві) — польський письменник, сценарист кіно- і телебачення, драматург, автор радіоп'єс та публіцист.

## Дитинство та юність
Син Генрика Орлося, дослідника, міколога, багаторічного керівника відділом лісової фітопатології Інституту лісознавства та Сєверини Маккевич, випускниці Державного інституту спеціальної педагогіки, сестри письменників та публіцистів Станіслава Цата та Юзефа Мацкевича.
Дитинство провів у Варшаві, з перервою у 1941—1943 рр., коли перебував у Добрувках поблизу Ланьцута. Під час Варшавського повстання перебував в Охоті. Опинився в групі жителів, яких вирішено було розстріляти, але солдати російської визвольної армії, призначені для здійснення страти, відмовилися від цього наміру. Був переселений зі столиці і опинився в Раві-Мазовецькій, а потім у Лодзі. У Варшаві закінчив початкову школу і в 1953 році склав іспит зрілості в чоловічій гімназії та ліцеї ім. Тадеуша Рейтана. У 1955—1960 роках вивчав право на юридичному факультеті Варшавського університету.

## Професійна та творча робота

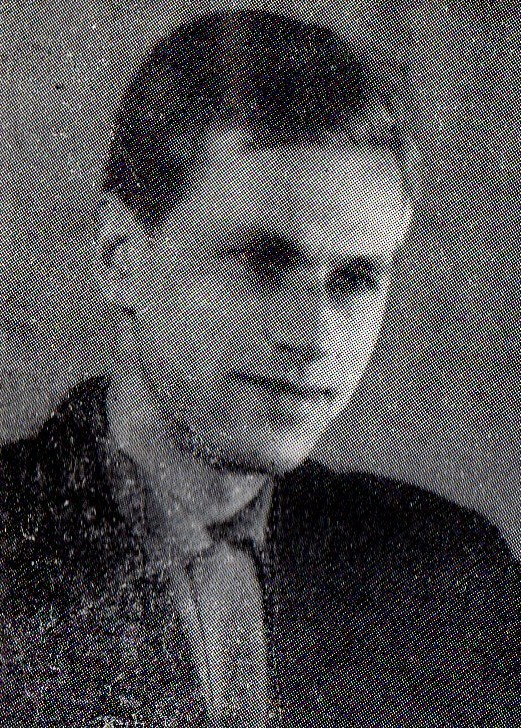
Фото до 1961 року

Як письменник дебютував у 1958 році з новелою «Дівчина з човна», опублікованою у щомісячному Творчість. Після закінчення навчання з 1961 року працював юрисконсультом у юридичній канцелярії Турівського гірничо-енергетичного комбінату в Турошові в Нижній Сілезії. Потім з 1963 року працював юридичним радником підприємства, що бере участь у будівництві гідроелектростанції «Соліна» в горах Біщади. У 1969 р. був юрисконсультом на Когеніцькій електростанції. Навесні 1970 року став редактором радіосекції Головного літературного редакційного апарату Польського радіо. У 1972 році приєднався до редакційної групи «Літератури», працював за сумісництвом у відділі звітів. Через публікацію книги «Чудове лігво» у 1973 р. у Літературному інституті в Парижі, його звільнили з праці Польського радіо та з посади редактора «Літератури»; в той же час охоплювався цензурою. У 1973—1976 роках був юрисконсультом Варшавського підприємства дорожніх робіт, що будували «Геркувку» — швидкісну трасу між Варшавою та Катовиці. У січні 1976 р. він підписав протестний лист до Спеціального комітету Сейму Народної Республіки Польща проти змін до Конституції Польської Народної Республіки.
У 1977 році повністю зосередився на літературній творчості, публікуючи лише поза цензурою, брав участь у опозиційній діяльності. З 1981 року спільно редагував щоквартальник «Запис» у підпіллі, потім «Новий запис» (1982—1983 — член редакції), у 80-х роках видавав також «Незалежну культуру» (1987—1989), паризьку «Культуру» та лондонський «Пульс». У 1988—1994 рр. співпрацював з Польською радіомовною станцією «Радіо Свобода».
Після падіння Польської Народної Республіки співпрацював з тижневиками Солідарність, Газета Виборча, Жечпосполіта, «Життя» та Газета польська. Повернувся до співпраці з Польським радіо та Польським телебаченням.
Був членом журі Літературної премії ім. Юзефа Мацкевича, але вийшов з неї в 2006 році на знак протесту проти антисемітських виступів його секретаря Станіслава Міхалкевича. У 2016 році не прийняв Золоту медаль «За заслуги в культурі Gloria Artis» від міністра Пьотра Глинського, заявивши, що «не хоче бути нагородженим від представників влади, що порушують принципи демократії в Польщі».

## Публікації
- Між берегами, Національний видавничий інститут, Варшава 1961 р. (містить оповідання: Зелене та сріблясте, Наречений Розалії, Острів, Дядько Юлек, Маленький і чорт, Швець Філіп, Між берегами, Дівчина з човна, Коло)
- Кінець веселощів, Читач, Варшава 1965 (містить оповідання: «Картина, Мир, Полювання, Панна Стася, Ятка, Дзеркало, Будинок Дроворуба, Кінець веселощів, Дитина батька та матері, Відсутній»)
- Темні дерева, Читач, Варшава 1970 (містить оповідання: Весілля Йузка, Спека, Кленова гілка, Самотність мужчини, Штута Сташек Біда, Темні дерева, Між людьми, Хлопчик з голубом, Коротка історія кохання, Зустріч у жовтні, Тяжкий досвід, Повернення до річки, Відкрий і закрий двері)
- Чудове лігво, Літературний інститут, Бібліотека культури, т. 227, Париж 1973; Чудове лігво, Іскри, Варшава 1989 року
- Третя брехня, Літературний інститут, Бібліотека культури, т. 312, Париж 1980; Третя брехня, Іскри, Варшава 1990 року
- Історії війни, Видавництво «Білостоцька», Білосток 1982 р. (без дозволу; співавтор Марек Новаковський) (новела: Стій під стіною, брате)
- Пустеля Гобі, Незалежне видавництво, Варшава 1983 (без дозволу); Пустеля Гобі. Історії, Пульс Публікації, Бібліотека «Пульсу», 6, Лондон 1983; Пустеля Гобі, Видавництво «Помость», Варшава 1989 (містить історії: Дружина теслі, Ісусове дерево, Вчитель музики, Червоні калоші, Жага, Останнє полювання на великих звірів, Гілочка бузку, Де дерева шумлять до сну, Святі танцюють на луках, Етилек-метилек, За тих, хто править, Дротяний лис, Другі ворота в ліс, Не йди на червоний, Стань біля стіни, Війна в горах
- Камера сховку, Видавництво «Пшедсвіт», Варшава 1985 (без дозволу); Камера сховку. Повість, Puls Publications, Бібліотека «Пульсу», 17, Лондон 1985; Магазин. Роман, SAWW Видавничий кантор, Познань 1990
- Історія «Чудового лігва», Літературний інститут, Бібліотека культури, т. 429, Париж 1987; Історія «Чудового лігва» Чудове лігво, Незалежне видавництво (НОВа), Варшава 1988 (без дозволу); Історія «Чудового лігва». Чудове лігво, Видавництво «Versus», Білосток 1990 року

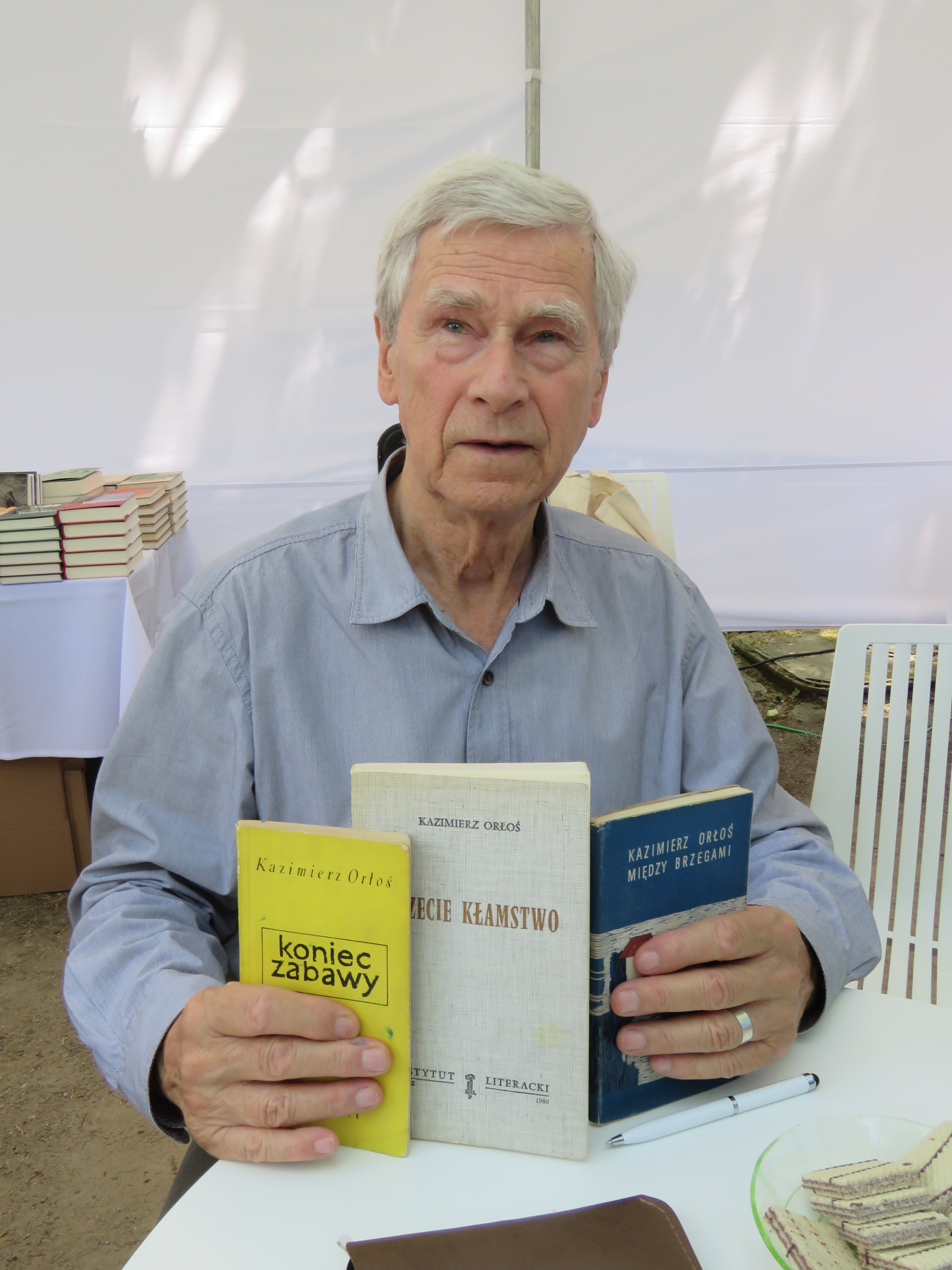
Казимеж Орлось з архівними копіями своїх книг — Варшава, 2019

- Друга брама в ліс, Іскри, Варшава 1992 (містить оповідання: Дівчина з човна, Наречений Розалії, Полювання, Мир, Кінець веселощів, Дитина батька і матері, Гілка клена, Спека, Самотність Мужчини, Сташек Біда, Темні дерева, Між людьми, Хлопчик з голубом, Відкрий і закрий двері, Дружина теслі, Ісусове дерево, Вчитель музики, Червоні калоші, Спрага, Бузкова гілка, Святі танцюють на луках, Етилек-метилек, Останнє полювання на великих тварин, Для тих, хто править, Лисиця, Друга брама в ліс, Стань біля стіни, Не йди на червоний, Всього найкращого, Повстанський хрест, Острів полових коників)
- Холодна Елька, Видавництво «Morex», Варшава 1995 (містить короткі оповідання: Справа до залагодження, Верблюд, Великі та малі логотипи, Біль, Холодна Елька, Пам'ять, Простий підрахунок, Всього найкращого, Пані Марія, Повстанський хрест, «Не чекай, допоможи», Смерть на мотоциклі, Лісник Субота, Розмова про зірки, Острів польових коників, Краще нічого не кажи)
- Небесний скляр, Літературне видавництво, Краків 1996 (містить романи: Смерть короля циган, Небесний скляр, Хлопці з «Альбатроса», Зимородек)
- Святі танцюють на луках, Видавництво університету ім. Марії Кюрі Склодовської (серія: Сучасні польські оповідання), Люблін, 1996
- Дерев'яні мости, Літературне видавництво, Краків 2001 (містить розповіді: Битва під Колном, Гуляки, Циганчик, Ті часи, Перший сніг, Ангелик- охоронець, Людиноподібний, Празька вулиця, За небесними дверима, Не можу жити без тебе, Балада про Зоську, Історія лісових закоханих, Будинок на голові матері, Оповідання про дерев'яні мости)
- «Верблюд» та інші фільми, Пуента, Ізабелін 2001 (містить романи: Верблюд, Спека, Останнє полювання на велику тварину, Повернення до річки, Дитина батька та матері, Другі ворота в ліс, Простий рахунок)
- Дівчина з ганку, Літературне видавництво, Краків 2006 (містить короткі оповідання: Дівчина з ганку, Журавлина, Найкрасивіша пора року. Полуниця. Поки світло, поки час. Суперник. Долина Їжаків)
- Дачник з коси, Літературне видавництво 2008
- Не можу жити без тебе, Літературне видавництво 2010
- Будинок біля криниці. Роман , Літературне видавництво, Краків 2012
- Історія лісових закоханих, Літературне видавництво, Краків 2013
- Історія двох сімей. Мацкевичів з Литви та Орлосів з України, Літературне видавництво, Краків 2015
- Історія людської писемності, Літературне видавництво, Краків 2019

## Вибрані радіопрограми
- Щур (реж. Едвард Плочек, 1968)
- Оголошення про знайомства (реж. Гельмут Кайзар, 1980)
- Вибори мера (реж. Анджей Закржевський, 1997)
- Це вже пізно (реж. Януш Кукула, 2001)
- Викрадачі (реж. Генрік Розен, 2005) [5].

## Особисте життя

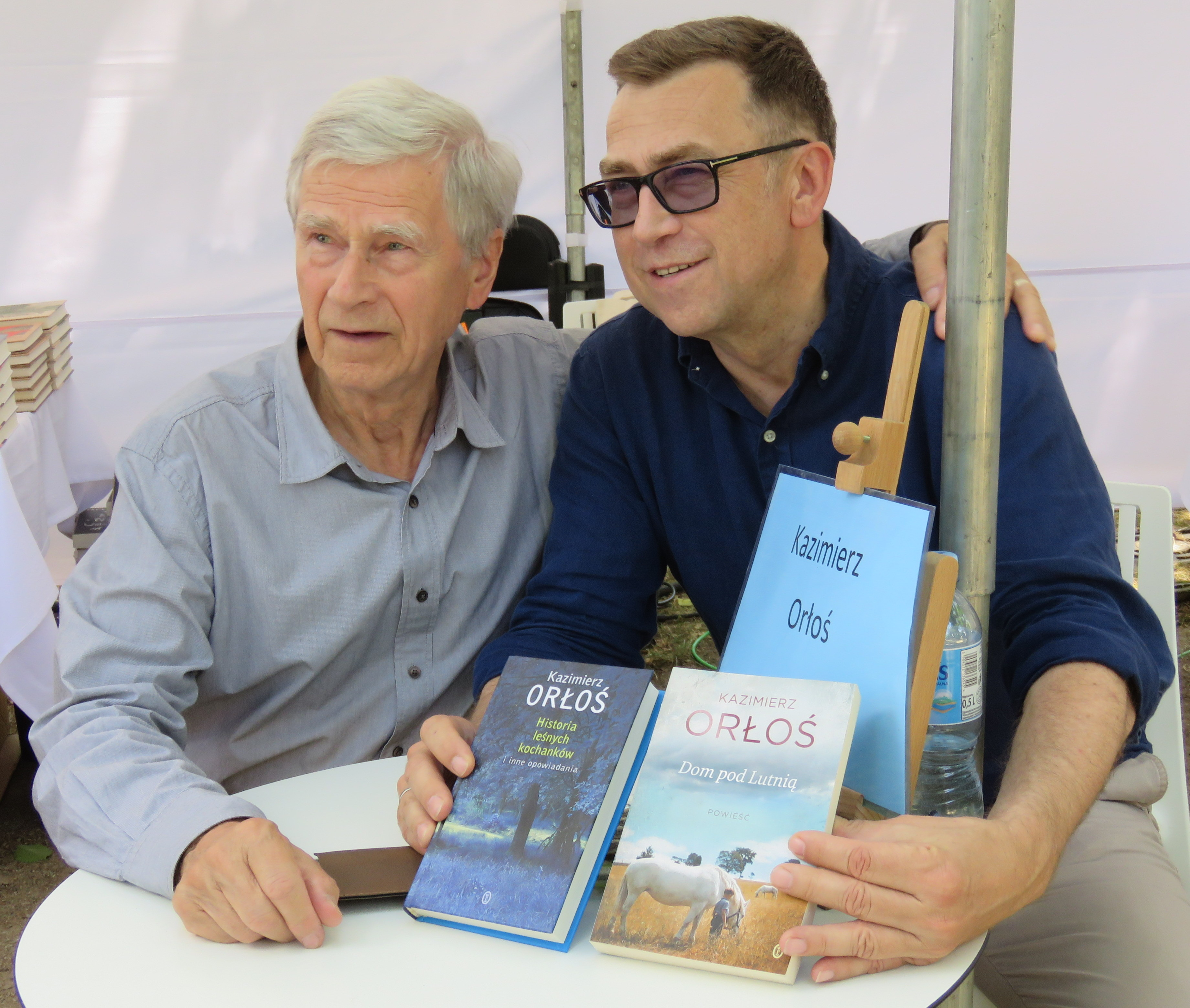
Казімеж Орлось із сином Мацеєм — Варшава, 29 червня 2019 року

Племінник пілота Кароля Орлося. У 1959 р. одружився з Терезою Черневич, випускницею кафедри садівництва Варшавського університету сільського господарства. Є батьком телеведучого, журналіста та актора Мацея Орлося та дочки Йоанни. У нього був на три роки молодший брат, який був на три роки молодший і загинув під час нацистської окупації .

## Членство в асоціаціях
- член польського ПЕН-клубу (з 1970 року)
- член головної ради Спілки письменників Польщі (1981—1983)
- член Польської асоціації письменників (з 1989 року)[8]

## Літературні нагороди та відзнаки
- 1966 — Премія ім Станіслав П'єнтака
- 1970 — Премія фонду Косцєльських за том Темні дерева
- 1974 — Незалежна літературна премія прозаїків
- 1988 — Культурна премія «Солідарність» (присуджена Незалежним комітетом з культури)
- 1996 — Відзнака «Книга весни 1996» — Познанський огляд видавничих новинок огляд
- 2001 — Премія «Книга осені 2001 р.» — Познанський огляд видавничих новинок
- 2006 — премія «Нові книги» за том новел «Дівчина з ганку»
- 2006 — премія «Жовтня 2006» — Варшавська літературна прем'єра
- 2007 — Літературна премія Вармії та Мазур
- 2007 — Почесна премія за великий пишність, яку присуджує артистична група Польського радіотеатру[11]
- 2012 — премія «Книга червня 2012 року» — Варшавська Літературна прем'єра
- 2018 — премія «Одра» на знак визнання за весь його прозовий доробок
- 2019 — Літературна премія столиці міста Варшава у категорії «Варшавський художник» за досягнення за все життя[12]

## Державні відзнаки
Рішенням Президента Республіки Польща Леха Качиньського від 3 травня 2007 року за видатні заслуги незалежності Республіки Польща, за діяльність за демократичні зміни, за досягнення в роботі, що проводиться на благо країни та за громадську діяльність, нагороджений Командним хрестом Ордена Відродження Польщі.